# Majorca Open 2002 - Qualificazioni singolare
Le qualificazioni del singolare  del Majorca Open 2002 sono state un torneo di tennis preliminare per accedere alla fase finale della manifestazione. I vincitori dell'ultimo turno sono entrati di diritto nel tabellone principale. In caso di ritiro di uno o più giocatori aventi diritto a questi sono subentrati i lucky loser, ossia i giocatori che hanno perso nell'ultimo turno ma che avevano una classifica più alta rispetto agli altri partecipanti che avevano comunque perso nel turno finale.
Le qualificazioni del torneo Majorca Open 2002 prevedevano 32 partecipanti di cui 4 sono entrati nel tabellone principale.

## Teste di serie
1. Nicolas Coutelot (secondo turno)
2. Julian Knowle (primo turno)
3. Juan Antonio Marín (primo turno)
4. Feliciano López (ultimo turno)

1. Michael Kohlmann (ultimo turno)
2. Ricardo Mello (primo turno)
3. Marc López (primo turno)
4. Magnus Norman (Qualificato)

## Qualificati
1. Mario Radić
2. Jean-François Bachelot

1. Mariano Albert-Ferrando
2. Magnus Norman

## Tabellone

### Legenda
| - Q = Qualificato - WC = Wild card - LL = Lucky loser | - ALT = Alternate - SE = Special Exempt - PR = Protected Ranking | - w/o = Walkover - r = Ritirato - d = Squalificato |

### Sezione 1
|  | Primo turno           | Primo turno           | Primo turno           | Primo turno | Primo turno |  |  | Secondo turno     | Secondo turno     | Secondo turno     | Secondo turno | Secondo turno |   |   | Ultimo turno | Ultimo turno | Ultimo turno | Ultimo turno | Ultimo turno |  |
|  |                       |                       |                       |             |             |  |  |                   |                   |                   |               |               |   |   |              |              |              |              |              |  |
|  | 1                     | Nicolas Coutelot      | Nicolas Coutelot      | 6           | 6           |  |  |                   |                   |                   |               |               |   |   |              |              |              |              |              |  |
|  |                       | Gorka Fraile          | Gorka Fraile          | 0           | 2           |  |  | 1                 | Nicolas Coutelot  | Nicolas Coutelot  | 2             | 3             |   |   |              |              |              |              |              |  |
|  | Iván Navarro          | Iván Navarro          | Iván Navarro          | 6           | 6           |  |  |                   | Iván Navarro      | Iván Navarro      | 6             | 6             |   |   |              |              |              |              |              |  |
|  | Bartolome Salva-Vidal | Bartolome Salva-Vidal | Bartolome Salva-Vidal | 3           | 4           |  |  |                   |                   |                   |               |               |   |   | Iván Navarro | Iván Navarro | 6            | 1            | 5            |  |
|  | Fernando Verdasco     | Fernando Verdasco     | 6                     | 1           | 7           |  |  |                   |                   | Mario Radić       | Mario Radić   | 2             | 6 | 7 |              |              |              |              |              |  |
|  | Bjorn Rehnquist       | Bjorn Rehnquist       | 0                     | 6           | 611         |  |  | Fernando Verdasco | Fernando Verdasco | Fernando Verdasco | 0             | 0             |   |   |              |              |              |              |              |  |
|  |                       | Mario Radić           | 6                     | 4           | 6           |  |  | Mario Radić       | Mario Radić       | Mario Radić       | 6             | 6             |   |   |              |              |              |              |              |  |
|  | 6                     | Ricardo Mello         | 3                     | 6           | 1           |  |  |                   |                   |                   |               |               |   |   |              |              |              |              |              |  |

### Sezione 2
|  | Primo turno                | Primo turno                | Primo turno                | Primo turno         | Primo turno |  |  | Secondo turno              | Secondo turno              | Secondo turno              | Secondo turno       | Secondo turno |   |   | Ultimo turno           | Ultimo turno           | Ultimo turno | Ultimo turno | Ultimo turno |  |
|  |                            |                            |                            |                     |             |  |  |                            |                            |                            |                     |               |   |   |                        |                        |              |              |              |  |
|  |                            | Gabriel Frias-Valle        | Gabriel Frias-Valle        | 6                   | 6           |  |  |                            |                            |                            |                     |               |   |   |                        |                        |              |              |              |  |
|  | 2                          | Julian Knowle              | Julian Knowle              | 2                   | 4           |  |  | Gabriel Frias-Valle        | Gabriel Frias-Valle        | Gabriel Frias-Valle        | 1                   | 2             |   |   |                        |                        |              |              |              |  |
|  | Jean-François Bachelot     | Jean-François Bachelot     | Jean-François Bachelot     | 6                   | 6           |  |  | Jean-François Bachelot     | Jean-François Bachelot     | Jean-François Bachelot     | 6                   | 6             |   |   |                        |                        |              |              |              |  |
|  | Marcos Conde-Jackson       | Marcos Conde-Jackson       | Marcos Conde-Jackson       | 2                   | 2           |  |  |                            |                            |                            |                     |               |   |   | Jean-François Bachelot | Jean-François Bachelot | 5            | 6            | 6            |  |
|  | Salvador Navarro-Gutierrez | Salvador Navarro-Gutierrez | Salvador Navarro-Gutierrez | 6                   | 6           |  |  |                            |                            | Didac Perez-Minarro        | Didac Perez-Minarro | 7             | 2 | 3 |                        |                        |              |              |              |  |
|  | Pedro Clar-Rossello        | Pedro Clar-Rossello        | Pedro Clar-Rossello        | 1                   | 1           |  |  | Salvador Navarro-Gutierrez | Salvador Navarro-Gutierrez | Salvador Navarro-Gutierrez | 4                   | 3             |   |   |                        |                        |              |              |              |  |
|  |                            | Didac Perez-Minarro        | Didac Perez-Minarro        | Didac Perez-Minarro | 3           |  |  | Didac Perez-Minarro        | Didac Perez-Minarro        | Didac Perez-Minarro        | 6                   | 6             |   |   |                        |                        |              |              |              |  |
|  | 7                          | Marc López                 | Marc López                 | Marc López          | 4r          |  |  |                            |                            |                            |                     |               |   |   |                        |                        |              |              |              |  |

### Sezione 3
|  | Primo turno            | Primo turno             | Primo turno             | Primo turno | Primo turno |  |  | Secondo turno           | Secondo turno           | Secondo turno           | Secondo turno    | Secondo turno |   |   | Ultimo turno | Ultimo turno            | Ultimo turno | Ultimo turno | Ultimo turno |  |
|  |                        |                         |                         |             |             |  |  |                         |                         |                         |                  |               |   |   |              |                         |              |              |              |  |
|  |                        | Mariano Albert-Ferrando | Mariano Albert-Ferrando | 6           | 6           |  |  |                         |                         |                         |                  |               |   |   |              |                         |              |              |              |  |
|  | 3                      | Juan Antonio Marín      | Juan Antonio Marín      | 2           | 4           |  |  | Mariano Albert-Ferrando | Mariano Albert-Ferrando | Mariano Albert-Ferrando | 6                | 6             |   |   |              |                         |              |              |              |  |
|  | Emilio Benfele Álvarez | Emilio Benfele Álvarez  | Emilio Benfele Álvarez  | 6           | 6           |  |  | Emilio Benfele Álvarez  | Emilio Benfele Álvarez  | Emilio Benfele Álvarez  | 3                | 3             |   |   |              |                         |              |              |              |  |
|  | Carlos Cuadrado        | Carlos Cuadrado         | Carlos Cuadrado         | 3           | 4           |  |  |                         |                         |                         |                  |               |   |   |              | Mariano Albert-Ferrando | 6            | 3            | 6            |  |
|  | Oscar Serrano-Gamez    | Oscar Serrano-Gamez     | Oscar Serrano-Gamez     | 6           | 7           |  |  |                         |                         | 5                       | Michael Kohlmann | 4             | 6 | 3 |              |                         |              |              |              |  |
|  | Marc Marco-Ripoll      | Marc Marco-Ripoll       | Marc Marco-Ripoll       | 0           | 5           |  |  |                         | Oscar Serrano-Gamez     | Oscar Serrano-Gamez     | 5                | 3             |   |   |              |                         |              |              |              |  |
|  | 5                      | Michael Kohlmann        | 4                       | 6           | 6           |  |  | 5                       | Michael Kohlmann        | Michael Kohlmann        | 7                | 6             |   |   |              |                         |              |              |              |  |
|  |                        | Rubén Ramírez Hidalgo   | 6                       | 4           | 3           |  |  |                         |                         |                         |                  |               |   |   |              |                         |              |              |              |  |

### Sezione 4
|  | Primo turno            | Primo turno            | Primo turno        | Primo turno | Primo turno |  |  | Secondo turno | Secondo turno          | Secondo turno          | Secondo turno | Secondo turno |   |   | Ultimo turno | Ultimo turno    | Ultimo turno    | Ultimo turno | Ultimo turno |  |
|  |                        |                        |                    |             |             |  |  |               |                        |                        |               |               |   |   |              |                 |                 |              |              |  |
|  | 4                      | Feliciano López        | Feliciano López    | 6           | 6           |  |  |               |                        |                        |               |               |   |   |              |                 |                 |              |              |  |
|  |                        | Juan Mónaco            | Juan Mónaco        | 4           | 3           |  |  | 4             | Feliciano López        | 6                      | 4             | 7             |   |   |              |                 |                 |              |              |  |
|  | Olivier Patience       | Olivier Patience       | Olivier Patience   | 6           | 6           |  |  |               | Olivier Patience       | 3                      | 6             | 5             |   |   |              |                 |                 |              |              |  |
|  | Florent Serra          | Florent Serra          | Florent Serra      | 4           | 3           |  |  |               |                        |                        |               |               |   |   | 4            | Feliciano López | Feliciano López | 63           | 0            |  |
|  | German Puentes-Alcaniz | German Puentes-Alcaniz | 65                 | 6           | 6           |  |  |               |                        | 8                      | Magnus Norman | Magnus Norman | 7 | 6 |              |                 |                 |              |              |  |
|  | Daniel Melo            | Daniel Melo            | 7                  | 3           | 3           |  |  |               | German Puentes-Alcaniz | German Puentes-Alcaniz | 3             | 4             |   |   |              |                 |                 |              |              |  |
|  | 8                      | Magnus Norman          | Magnus Norman      | 6           | 6           |  |  | 8             | Magnus Norman          | Magnus Norman          | 6             | 6             |   |   |              |                 |                 |              |              |  |
|  |                        | Aleksandar Kitinov     | Aleksandar Kitinov | 1           | 4           |  |  |               |                        |                        |               |               |   |   |              |                 |                 |              |              |  |